# Satamon
Ne doit pas être confondu avec Satamon (fille d'Ahmôsis Ier).
Satamon (La Fille d'Amon) est l'ainée des princesses issues du mariage du pharaon Amenhotep III et de la grande épouse royale Tiyi. Elle devint elle-même reine consort dans la dernière partie du règne de son père.
Elle fut mariée à son père vers l'an 30 du règne, comme l'attestent de nombreux objets trouvés dans la tombe de ses grands-parents maternels, Youya et Touya, devenant la seconde grande épouse royale. Son père épousera d'ailleurs une seconde de ses filles, Iset, et probablement d'autres sœurs de Satamon.
Bien que sa mère restât en vie et conservât une grande influence jusque sous le règne de son fils Akhénaton, Satamon possédait, en tant qu'Élue rituelle, son propre domaine de grande épouse royale à Malqata. W. Hayes, qui fouilla sur ce site, fait remarquer qu'on retrouve dans les ruines remontant à la fin du règne (sans doute jusqu'à l'an 39) un nombre très important de citations de Satamon, en comparaison d'une seule mention de sa mère Tiyi, pour la même époque et le même lieu.
Il semble que le célèbre Amenhotep fils de Hapou joua un rôle d'intendant de ses propriétés. Satamon est attestée sur une statue de cet Amenhotep à Karnak, où elle est mentionnée en tant que grande épouse royale.
On dispose de très peu d'éléments sur sa vie. Elle disparaît à la fin du règne d'Amenhotep III, et elle n'est jamais mentionnée sous le règne du pharaon suivant, son frère Akhénaton.
Une chambre séparée fut creusée pour elle dans la tombe d'Amenhotep III dans la vallée des rois, mais elle n'y fut jamais enterrée.